# Massilia atriviolacea
Massilia atriviolacea es una bacteria gramnegativa del género Massilia. Fue descrita en el año 2019. Su etimología hace referencia a negro y violeta. Es aerobia y móvil por flagelación perítrica. Tiene un tamaño de 0,5-0,7 μm de ancho por 1,2-4,7 μm de largo. Forma colonias circulares, rizadas, convexas, opacas y de color negro-violeta en agar R2A tras 48 horas de incubación. Temperatura de crecimiento entre 4-33 °C, óptima de 28 °C. Catalasa y oxidasa positivas. Tiene un genoma de 7,3 Mpb y un contenido de G+C de 65,4%. Se ha aislado del suelo en Hefei, China.